# Wessachhof
Wessachhof ist eine Wüstung auf dem Gemeindegebiet des Marktes Obernzenn im Landkreis Neustadt an der Aisch-Bad Windsheim (Mittelfranken, Bayern). Wessachhof lag in der Gemarkung Urphertshofen.

## Geografie
Bei der Einöde entspringt die Zenn. Sie war von den Flurgebieten Sandschlag (Osten), Mühläcker (Norden), Die Morgen (Südosten) und Teufelsleiten (Südwesten) umgeben.

## Geschichte
Gegen Ende des 18. Jahrhunderts bestand Wessachhof aus einem Anwesen. Das Hochgericht übte das Rittergut Obernzenn aus. Das Anwesen hatte das Rittergut Obernzenn-Gutend als Grundherrn.
Im Rahmen des Gemeindeedikts wurde Wessachhof (auch Charlottenhof genannt) dem 1808 gebildeten Steuerdistrikt Urphertshofen zugeordnet. Er gehörte auch der 1810 gebildeten Ruralgemeinde Urphertshofen an. Die freiwillige Gerichtsbarkeit hatte bis 1848 über das eine Anwesen das Patrimonialgericht Obernzenn-Aberdar und über das andere Anwesen das Patrimonialgericht Obernzenn-Gutend inne.

### Einwohnerentwicklung
| Jahr      | 001818 | 001840 | 001861 | 001871 | 001885 | 001900 | 001925 | 001950 | 001961 |
| Einwohner | 15     | 16     | 14     | 14     | 13     | 10     | 8      | 19     | 0      |
| Häuser    | 3      | 2      |        |        | 2      | 2      | 2      | 2      | 2      |
| Quelle    | [ 7 ]  | [ 8 ]  | [ 9 ]  | [ 10 ] | [ 11 ] | [ 12 ] | [ 13 ] | [ 14 ] | [ 15 ] |

## Religion
Der Ort war evangelisch-lutherisch geprägt und nach St. Gertrud (Obernzenn) gepfarrt. Die Einwohner römisch-katholischer Konfession waren nach Mariä Himmelfahrt (Sondernohe) gepfarrt.